# Rágama
Rágama es un municipio y localidad española de la provincia de Salamanca, en la comunidad autónoma de Castilla y León. Se integra dentro de la comarca de la Tierra de Peñaranda. Pertenece al partido judicial de Peñaranda y a la Mancomunidad de Peñaranda.
El núcleo de Rágama es atravesado por el río Regamón, afluente del río Trabancos.

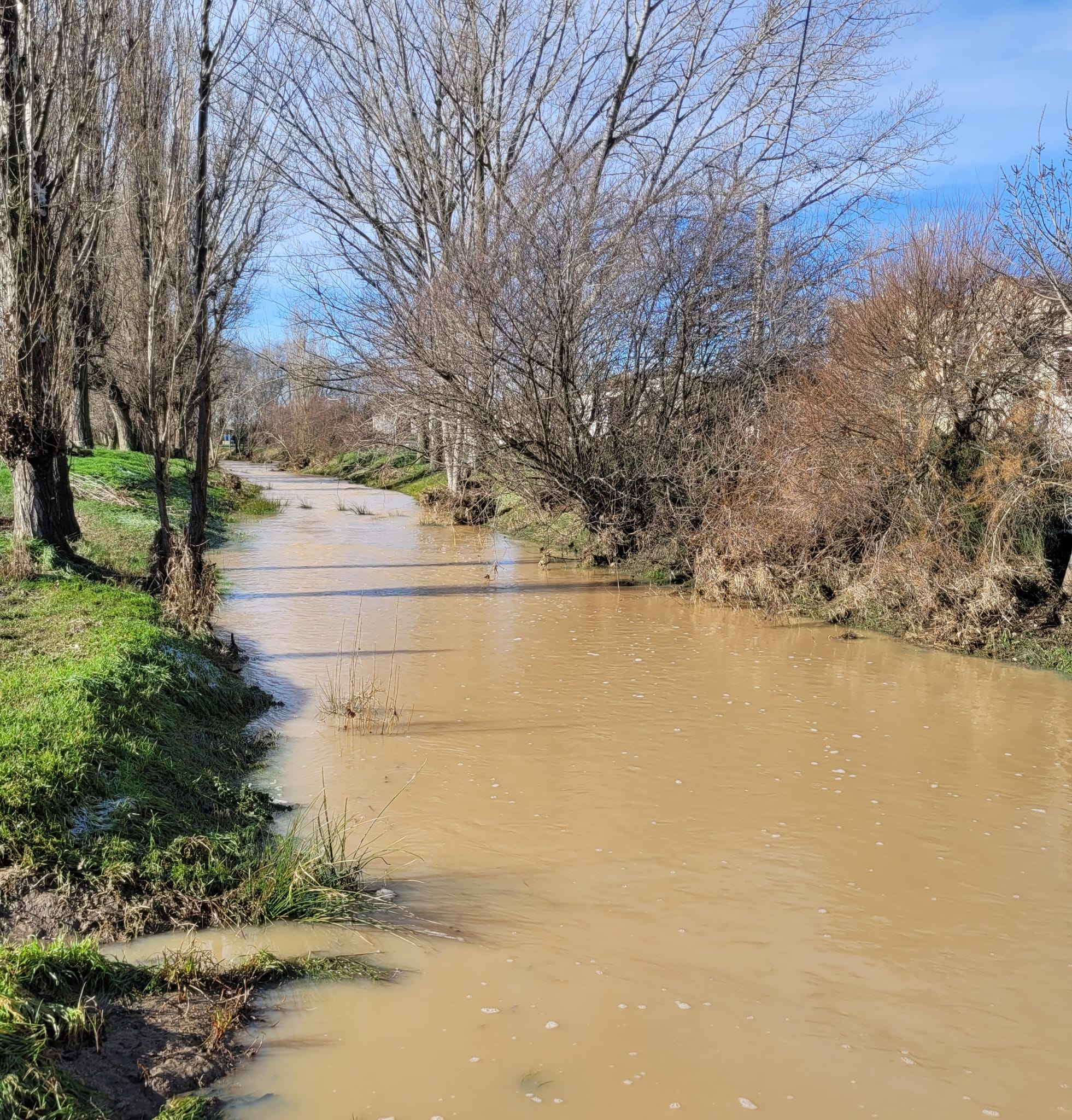
Río Regamón a su paso por Rágama (2024)

Su término municipal está formado por un solo núcleo de población, ocupa una superficie total de 31,66 km² y según los datos demográficos recogidos en el padrón municipal elaborado por el INE en el año 2017, cuenta con una población de 227 habitantes.

## Historia
Rágama estuvo ligada a la Comunidad de Villa y Tierra de Arévalo desde la repoblación de los siglos XI-XII hasta 1833, cuando pasó a pertenecer a la provincia de Salamanca y la Región Leonesa, integrándose en el partido judicial de Peñaranda de Bracamonte.
El conquistador Francisco de Carvajal nació en Rágama en 1464.

## Geografía humana

### Demografía
Cuenta con una población de 197 habitantes (INE 2024).
| Gráfica de evolución demográfica de Rágama entre 1842 y 2021                                                          |
| |
| Población de derecho según los censos de población del INE. Población de hecho según los censos de población del INE. |

## Monumentos y lugares de interés
Todo el centro del pueblo, en torno a la iglesia y el ayuntamiento, forma un conjunto bastante pintoresco de casas y casonas mudéjares tradicionales de dos plantas, formando un ambiente de conjunto muy atractivo.

### Iglesia parroquial de El Salvador
Artísticamente destacan la iglesia de El Salvador de estilo Románico-mudéjar, con un interesante ábside de este estilo y una artesonado policromado, además de varias tallas y retablos de calidad.

### Otros
También destaca el crucero localizado a la salida del pueblo dirección Peñaranda de Bracamonte, conocido por los lugareños como "El Humilladero". Se trata de una cruz tallada en granito con un cristo al frente y la virgen al dorso, flanqueados por cuatro pilares y una estructura porticada también de granito.
Otros lugares de interés ya no artístico pero sí cultural o lúdico, son el polideportivo y las piscinas municipales, el recinto de la Virgen de Fátima y los numerosos parques y jardines que adornan sus calles y plazas.
Medioambientalmente, al norte de la población, la Laguna de Lavajares es un interesante humedal en el que anidan avutardas a la vez que numerosas aves acuáticas. Además el término municipal está recorrido de sur a norte por la Cañada Real Soriana, que acompaña al río Regamón en su camino.

## Administración y política
| Partido político                         | 2019  | 2019  | 2019       | 2015  | 2015  | 2015       | 2011  | 2011  | 2011       | 2007  | 2007  | 2007       | 2003  | 2003  | 2003       |
| Partido político                         | %     | Votos | Concejales | %     | Votos | Concejales | %     | Votos | Concejales | %     | Votos | Concejales | %     | Votos | Concejales |
| Partido Socialista Obrero Español (PSOE) | 73,41 | 127   | 4          | 63,28 | 112   | 4          | 61,11 | 121   | 4          | 49,77 | 106   | 4          | 36,16 | 81    | 2          |
| Partido Popular (PP)                     | 20,81 | 36    | 1          | 26,55 | 47    | 1          | 38,38 | 76    | 3          | 48,36 | 103   | 3          | 60,71 | 136   | 5          |

## Ragameños ilustres
- Francisco de Carvajal (1464-1548), conquistador español que actuó en Nueva España y el Perú durante la guerra civil entre los conquistadores del Perú.